# TT1
La tombe thébaine TT 1 est située à Deir el-Médineh, dans la nécropole thébaine, sur la rive ouest du Nil, face à Louxor en Égypte.
C'est la sépulture de Sennedjem, serviteur dans la Place de Vérité et de sa famille.

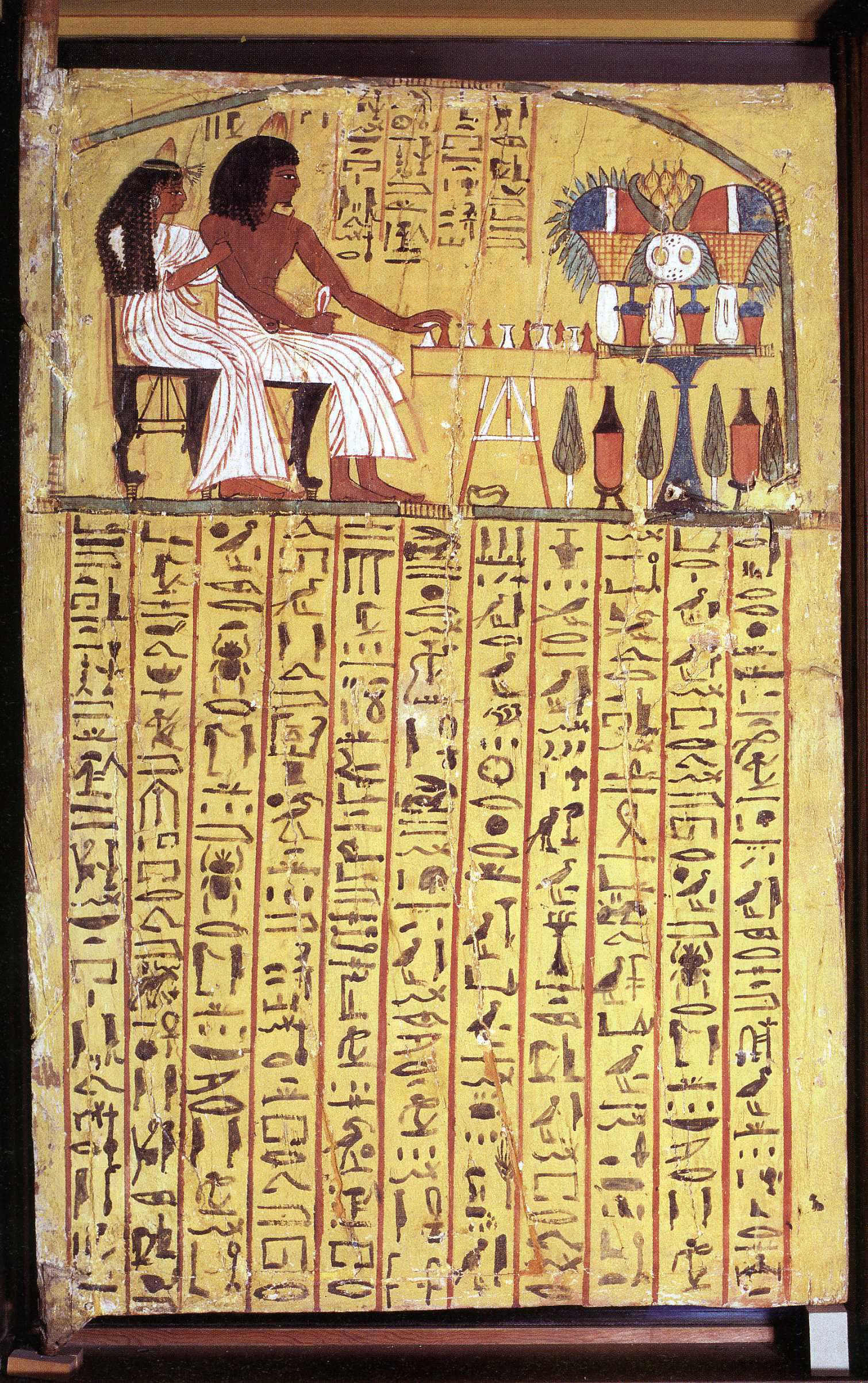
Porte de TT1. Panneau de bois montrant Sennedjem et son épouse jouant au senet.

| Scènes de la vie agricole dans la tombe TT 1 |
| -------------------------------------------- |
|                                              |